# Campeonato Sul-Americano de Rugby de 2015
O Campeonato Sul-Americano de Rugby de 2015 foi a XXXVII edição deste torneio, cujas mudanças no formato de disputa causaram controvérsia.
O Chile sagrou-se campeão desta competição pela primeira vez. Ao lado do vice-campeão Uruguai, foram qualificados para a terceira edição da Copa CONSUR, em 2016, na qual a Argentina estaria presente como atual detentora do título.

## Regulamento
Organizada pela Confederação Sul-Americana de Rugby (CONSUR), a competição teve uma fase de disputa.
Enfrentaram-se em turno único os selecionados de Brasil, Chile, Paraguai e Uruguai, no qual apontou-se o campeão sul-americano de 2015. Ao vencedor e segundo colocado da competição, foram atribuídas as vagas diretas para a disputa da Copa CONSUR em 2016.
Tal como ocorreu na edição anterior, nesta oportunidade não houve uma sede fixa. Contudo, o descenso à Divisão B reapareceu com a disputa da repescagem, entre o último colocado da Divisão A e o campeão do segundo escalão deste mesmo ano, visando outorgar ao vencedor a presença no torneio principal de 2016.

### Controvérsia
A princípio, o regulamento manteria-se intacto ao que foi disputado em 2014, com a divisão em duas fases. Contudo, a Sudamérica Rugby (nova entidade que assumiu as responsabilidades da CONSUR) produziu um artigo esportivo para um portal uruguaio, definindo que o campeão da chamada primeira fase seria nomeado como campeão Sul-Americano, fazendo da Copa CONSUR um torneio à parte com a presença da Argentina.
Isto acabou alterando, inclusive, a classificação final estabelecida para 2014. Como resultado, o Uruguai foi condecorado com seu segundo título sul-americano e a Argentina sagrou-se como a primeira campeã da Copa CONSUR.

## Segunda edição da Copa CONSUR
Em 2015 foi disputada a segunda edição da Copa CONSUR. Ela reuniu as duas melhores colocadas do Sul-Americano de 2014, sendo elas o Paraguai e o Uruguai, além dos argentinos (que buscavam manter o título conquistado no ano anterior). As partidas foram disputadas entre os dias 11 de abril e 23 de maio de 2015. Todos se enfrentaram em turno único, cujo título ficou com a equipe que mais pontos somou. A Argentina sagrou-se bi-campeã desta competição, sendo seguida novamente pelos uruguaios na classificação final.
A partida entre Uruguai e Paraguai, disputada em 11 de abril de 2015, teve dupla validade (ao Campeonato Sul-Americano de 2015 e para a Copa CONSUR 2015).

## Partidas do Campeonato Sul-Americano de 2015
Seguem-se, abaixo, as partidas realizadas por este torneio sul-americano.
| 11 de abril de 2015 |         |          |                             |
| Uruguai             | 77 - 3  | Paraguai | Estádio Charrúa, Montevidéu |
|                     | Reporte |          | Estádio Charrúa, Montevidéu |

| 18 de abril de 2015 |         |        |                             |
| Uruguai             | 48 - 9  | Brasil | Estádio Charrúa, Montevidéu |
|                     | Reporte |        | Estádio Charrúa, Montevidéu |

| 25 de abril de 2015 |         |        |                |
| Chile               | 32 - 3  | Brasil | CARR, Santiago |
|                     | Reporte |        | CARR, Santiago |

| 3 de maio de 2015 |         |       |                                       |
| Paraguai          | 25 - 35 | Chile | Parque Olímpico de Assunção, Assunção |
|                   | Reporte |       | Parque Olímpico de Assunção, Assunção |

| 9 de maio de 2015 |         |         |                |
| Chile             | 30 - 15 | Uruguai | CARR, Santiago |
|                   | Reporte |         | CARR, Santiago |

| 9 de maio de 2015 |         |          |                                      |
| Brasil            | 11 - 20 | Paraguai | Estádio da Montanha, Bento Gonçalves |
|                   | Reporte |          | Estádio da Montanha, Bento Gonçalves |

### Classificação final
| Seleção  | Vitórias | Empates | Derrotas | Pontos a favor | Pontos contra | Pontos +/- | Pontos |
| -------- | -------- | ------- | -------- | -------------- | ------------- | ---------- | ------ |
| Chile    | 3        | 0       | 0        | 97             | 43            | +54        | 9      |
| Uruguai  | 2        | 0       | 1        | 140            | 42            | +98        | 6      |
| Paraguai | 1        | 0       | 2        | 48             | 123           | -75        | 3      |
| Brasil   | 0        | 0       | 3        | 23             | 100           | -77        | 0      |

- Critérios de pontuação: vitória = 3, empate = 1, derrota = 0.
- Chile (campeão) e Uruguai (vice) qualificaram-se para a Copa CONSUR de 2016.
- O Brasil, último colocado, foi condicionado à repescagem para manter a categoria em 2016, contra a equipe que vencesse a Divisão B de 2015.

## Campeão
| Campeonato Sul-Americano de Rugby 2015 |
| -------------------------------------- |
| Chile Campeão (1.º título)             |